# Cascas (distrito)
Cascas é um distrito do Peru, departamento de La Libertad, localizada na província de Gran Chimú.

## Transporte
O distrito de Cascas é servido pela seguinte rodovia:
- PE-1NF, que liga o distrito de Chicama à cidade de Chilete (distrito) (Região de Cajamarca}
- LI-111, que liga o distrito à cidade de Charat
- LI-112, que liga o distrito à cidade de Charat [1][2][3]